# Cerrillada
Cerrillada é uma localidade uruguaia do departamento de Rivera, na zona norte do departamento, na Cuchilla de Santana. Está situada a 99 km da cidade de Rivera, capital do departamento. É uma localidade fronteiriça.

## População
Segundo o censo de 2011 a localidade contava com uma população de 113 habitantes.
| Variação demográfica do município entre 2004 e 2011 |
|                                                     |

## Geografia
Cerrillada se situa próxima das seguintes localidades: ao norte, Bagé (RS), a oeste, Arroyo Blanco, a leste Paso Hospital.

## Autoridades
A localidade é subordinada diretamente ao departamento de Rivera, não sendo parte de nenhum município riverense.

## Religião
A localidade possui uma capela "San Zenón", subordinada à paróquia "Maria Auxiliadora" (cidade de Vichadero), pertencente à Diocese de Tacuarembó

## Transporte
A localidade possui o seguinte acesso:
- Acesso a Ruta 6 [7]